# Tossou Okri Pascal
Tossou Okri Pascal est un universitaire béninois. Il est professeur titulaire des universités, écrivain, romancier, conférencier, critique littéraire. Lors du  conseil des ministres No 04/2019/PR/SGG/CM/OJ/ORD en date du mercredi 30 janvier 2019, Tossou Okri Pascal est nommé doyen de la faculté des lettres, langues, arts et communication (FLLAC) de l'Université d'Abomey-Calavi.

## Biographie
Né en 1974, Tossou Okri Pascal a commencé son cursus scolaire à Niamey. Quelques années plus tard, il revient au Bénin plus précisément à Parakou pour continuer ses études notamment au lycée Mathieu Bouké. Il est titulaire d'une thèse de doctorat soutenue en 2007 à l'université de Limoges. Avant d'être nommé à la tête de la plus grande faculté de l'université d'Abomey-Calavi, Tossou est d'abord enseignant de littératures et civilisations françaises au département de lettres modernes et ensuite chef du même département.
Dans ces écrits, Tossou Pascal milite pour une égalité entre les hommes et les femmes ce qui lui vaut le surnom au Bénin d'écrivain féministe.

## Écrivain-féministe
Selon Tossou, la femme est l’héroïne de l’histoire du monde. Il parle dans ses œuvres des maux qui minent le rayonnement de la femme, des atrocités dont les femmes sont victimes, de la nécessité de leur rendre ce qui leur est dû mais aussi du viol, de la prostitution, de la précarité. Dans son deuxième roman Femmes, TOP (des initiales de son patronyme, ainsi le surnomment ses proches ) fait une réflexion sur la condition de la femme dans un monde où le sexe est devenu le nec plus ultra ; une société et où l’amour est synonyme de prise en charge. Il y parle d'une société dans laquelle les hommes ne matent les femmes que d'un point de vue purement sexuel. Il est contre le sexe non protégé dans les ouvrages. Selon lui en effet, 

« Le fait sexuel devrait être  emballé  et moins  cru pour protéger les esprits jeunes. »

## Ouvrages
TOP est l'un des auteurs les plus productifs du Bénin. Il est auteur de romans, de manuels scolaires, de poésies, d’articles littéraires, de dramaturgie. Parmi ses œuvres, cette liste non exhaustive :  
- Syram, roman sorti en 2012 aux Éditions CAAREC[10]
- L’enchâssement sémiotique dans Trois femmes puissantes de Marie NDiaye : quand Khady Demba se prête à l’esthétique féministe, sorti en 2016 in Revue Ivoirienne des lettres, arts et sciences humaines[11]
- Femmes (2013, Éditions Plumes Soleil)[12]
- Numéros matricules (2015, Éditions Plumes Soleil)[13],[14]
- Metadiscours... (2014, Éditions Gas-Plus)[15]
- Postures anticléricales chez deux écrivains français du XXe siècle : Gide et Aragon (2017, in Annales de la faculté des lettres et des sciences humaines, littératures, langues, sciences humaines)[16],
- Corpographie et corpologie... (2016, Éditions Plumes Soleil)[17],[18],[19]
- Le mentir-vrai de l'engagement chez Louis Aragon romancier : des Cloches de Bâle à Servitude et grandeur des Français (2007)[20],[21]
- Corps malade, corps perdu : poétique d’une nécrologie dans Une Femme d’Annie Ernaux (2017, in Lettres d’ivoire, revue, scientifique de littératures, langues et sciences humaines)[22]
- Bien communiquer : gestion performante de la parole en public : écrits professionnels (rapport de stage, 2013, Éditions Gas-Plus)[23]
- Hémorroïdes ! (théâtral, 2017, Éditions Plumes Soleil)[24],[25],[26]
- Cartographies (2019, Éditions Plumes Soleil)[27],[28]